# Standorf (Creglingen)
Standorf ist ein Wohnplatz auf der Gemarkung des Creglinger Stadtteils Niederrimbach im Main-Tauber-Kreis im fränkisch geprägten Nordosten Baden-Württembergs.

## Geschichte
Der Ort wurde im Jahre 1292 erstmals urkundlich als Standorf erwähnt. Bis gegen Ende des 14. Jahrhunderts war der Ort Lehensbesitz der Herren von Hohenlohe vom Kloster Fulda. Im Jahre 1396 kam Standorf mit Neubronn und Oberndorf (Verwaltungsraum Weikersheim) durch Heirat an Konrad von Weinsberg und von diesem um die Mitte des 15. Jahrhunderts an Brandenburg-Ansbach. Im Jahre 1791 gelangte der Ort an Preußen, bevor er von 1806 bis 1810 an Bayern, dann zum württembergischen Oberamt Mergentheim kam.
Der Ort kam als Teil der ehemals selbständigen Gemeinde Niederrimbach am 1. Februar 1972 zur Stadt Creglingen.

## Kultur und Sehenswürdigkeiten

### Kulturdenkmale
Am Ortsrand befindet sich die bekannte Ulrichskapelle, eine Wallfahrtskapelle deren Entstehungszeit auf das 12./13. Jahrhundert geschätzt wird. Es handelt sich um einen spätromanischen Oktogonbau mit Chor zwischen ursprünglich zwei Osttürmen. Es bestehen noch Reste einer die Kirche sowie den angrenzenden Friedhof umschließenden Mauer.
Weitere Kulturdenkmale im Bereich der Kleinsiedlung sind in der Liste der Kulturdenkmale in Creglingen verzeichnet.

### Rad- und Wanderwege
Der etwa 180 Kilometer lange Jakobsweg Main-Taubertal führt durch Standorf.

## Verkehr
Der Ort ist über die K 2857 zu erreichen. Im Ort befindet sich die gleichnamige Straße Standorf.